# Mniadelphus cubensis
Mniadelphus cubensis là một loài Rêu trong họ Hookeriaceae. Loài này được (Mitt.) Müll. Hal. mô tả khoa học đầu tiên năm 1877.